# نوکیا ۸۱۱۰
نوکیا ۸۱۱۰ یک نمونه از گوشیهای نوکیا بود که در سال ۱۹۹۶ به بازار وارد شد این گوشی به دلیل شکل ظاهری خمیده به گوشی موزی معروف بود.